# Theodor Hagemann

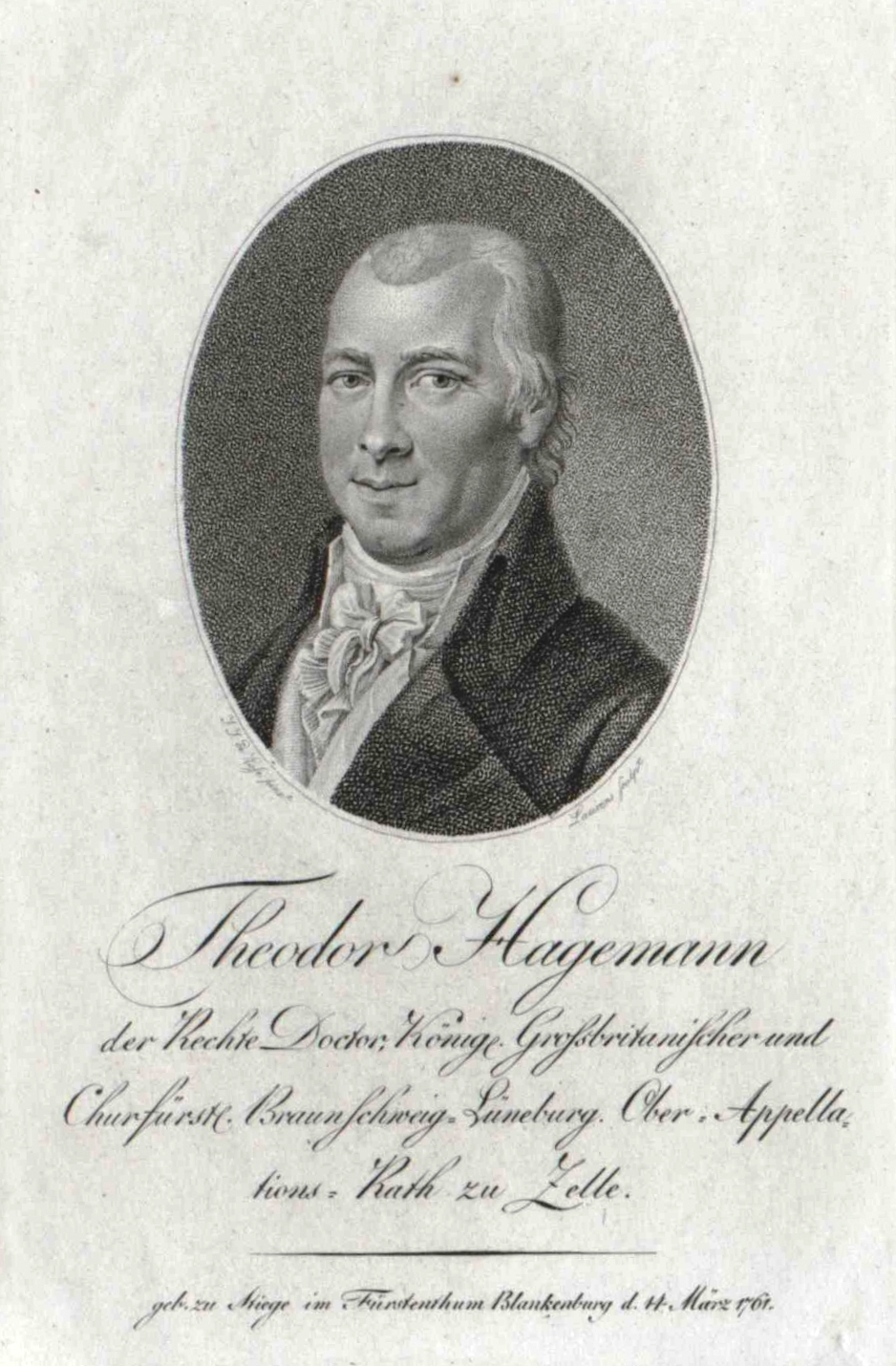
Theodor Hagemann

Theodor Hagemann (Stiege, 14 maart 1761 – 14 mei 1827) was een Duits jurist.

## Biografie
Hagemann volgde onderwijs in Blankenburg (Harz) en Quedlinburg. Vanaf 1780 studeerde hij rechtsgeleerdheid aan de Universiteit van Helmstedt. Vanaf Pasen 1782 tot 29 september 1784 studeerde hij verder aan de Georg-August-Universität Göttingen, onder andere bij Johann Stephan Pütter. Na zijn promotie in 1785 werd hij daar ook privaatdocent. Bovendien doceerde hij jonge edellieden uit Lijf- en Estland in rechten. Op Pasen 1786 werd Theodor Hagemann op advies van Pütter door de Brunswijkse minister en universiteitscurator Karl August von Hardenberg tot buitengewoon hoogleraar aan de Universiteit van Helmstedt benoemd.
Twee jaar lang bekleedde hij deze functie, tot de Hannoverse regering hem op Pasen 1788 tot Hofrat in de Justizkanzlei (Gerechtshof) in Celle benoemd. In 1797 werd hij tweede Gerichtsassessor (rechter op proef) en in 1799 aangesteld als rechter van het Oberappellationsgericht (Hoger Hof van Beroep) in die stad. Vanaf 1819 tot zijn dood was hij hoofd van de Justizkanzlei.
Een voorstel van Albrecht Daniel Thaer om hem agrarisch recht te laten doceren aan het geplande Landwirtschaftliches Lehrinstitut te Celle ging niet door als gevolg van de Franse bezetting van de stad. Van 1808 tot 1811 was Hagemann directeur van de inkwartieringscommissie. Tevens leidde hij het weeshuis in Celle en publiceerde hij boeken over het stads- en burgerrecht in Celle. In 1817 werd hij in de Königliche Gesellschaft des Landbaues opgenomen, waarvan zijn vader van 1798 tot 1802 directeur was geweest. In 1827 overleed Hagemann die in zijn laatste levensjaren veel door ziekten geplaagd was.

## Publicaties (selectie)
- De feudo insignium vulgo wappen-lehn (Universität Göttingen, 1785)
- Conspectur juris feudalis, sigillatim Brunswico-Luneburgici (Helmstedt, rond 1787)
- Handbuch des Landwirtschaftsrechts (1807)
- Die Ordnung des Königlichen Ober-Apellations-Gerichts zu Celle (Hahn, Hannover 1819)
- Sammlung der Hannöverschen Landesverordnungen und Ausschreiben des Jahres 1813–1817 (Hahn, Hannover)
- Archiv für die theoretische und practische Rechtsgelehrsamkeit (Fleckeisen, Helmstedt)
- Practische Erörterungen aus allen Theilen der Rechtsgelehrsamkeit
  - Band 1–4, 1798–1808 met Friedrich von Bülow
  - Band 5–7, 1809–1824
  - Band 8–10, 1829
- Zusätze und Verbesserungen zum Hagemannischen Commentar über das Zellische Stadtrecht (Celle 1822)
- Grundzüge der Referirkunst in Rechtssachen (Celle 1825)

## Prijzen
- 1818: Ritterkreuz des Guelphen-Ordens